# Lacuna succinea
Lacuna succinea är en snäckart som beskrevs av S. S. Berry 1953. Lacuna succinea ingår i släktet Lacuna och familjen strandsnäckor. Inga underarter finns listade i Catalogue of Life.